# (13147) Foglia
(13147) Foglia (1995 DZ11) – planetoida z pasa głównego asteroid okrążająca Słońce w ciągu 5,06 lat w średniej odległości 2,95 j.a. Odkryta 24 lutego 1995 roku.